# Svanskogs församling
Svanskogs församling är en församling i Säffle pastorat i Västra Värmlands kontrakt i Karlstads stift. Församlingen ligger i Säffle kommun i Värmlands län.

## Administrativ historik
Församlingen har medeltida ursprung. 1540 införlivades Ämmeskogs församling.
Församlingen var till 1540 moderförsamling i pastoratet Svanskog och Ämmeskog för att efter en kortare tid utgjort ett eget pastorat till 1936 vara annexförsamling i pastoratet Kila, Tveta och Svanskog. Från 1936 till 1962 utgjorde församlingen ett eget pastorat för att därefter till 2002 vara moderförsamling i pastoratet Svanskog och Långserud. Församlingen är från 2002 annexförsamling i Säffle pastorat.

## Kyrkor
- Svanskogs kyrka